# Sân bay Yeosu
Sân bay Yeosu là một sân bay nằm ở Yeosu, Hàn Quốc (IATA: RSU, ICAO: RKJY). Năm 2006, đã có 601,599 lượt khách thông qua. Lưu trữ ngày 29 tháng 9 năm 2007 tại Wayback Machine

## Hãng hàng không và điểm đến
| Hãng hàng không | Các điểm đến      |
| --------------- | ----------------- |
| Asiana Airlines | Seoul-Gimpo       |
| Korean Air      | Seoul-Gimpo, Jeju |